# Петер Науманн
Петер Науманн (нім. Peter Naumann, 12 жовтня 1941 — 11 лютого 2024) — німецький яхтсмен.
Срібний призер Олімпійських Ігор 1968 року в класі Летючий голандець, бронзовий призер 1972 року в класі Летючий голандець.